# Kazimierz Biskupi (plaats)
Kazimierz Biskupi is een dorp in de Poolse woiwodschap Groot-Polen. De plaats maakt deel uit van de gemeente Kazimierz Biskupi en telt 4 280 inwoners.